# 궁동 유적
궁동 유적(弓洞 遺蹟)은 대전광역시 유성구 궁동에 있는 선사시대의 유적이다. 2000년 2월 18일 대전광역시의 기념물 제39호로 지정되었다.

## 참고 자료
- 궁동유적 - 국가유산청 국가유산포털